# اغان
اغان روستایی در دهستان پل به پایین بخش سیمکان شهرستان جهرم استان فارس ایران است.

## جمعیت
بر پایه سرشماری عمومی نفوس و مسکن در سال ۱۳۹۵ جمعیت این مکان ۵۹۶ نفر (۱۶۳خانوار) بوده‌است.